# Régis Franc
Régis Franc (* 11. Februar 1948 in Lézignan-Corbières) ist ein französischer Comiczeichner und Regisseur.
Nach einigen Jahren als Fotograf zeichnete er erste Comics für Pilote, L´Echo des Savannes und Charlie Mensuel. Ende der 1970er Jahre zeichnete er den Comic-Strip La Café de la plage für die Zeitung Le Matin de Paris 3 Jahre lang täglich. In den 1980er Jahren schuf er für das Magazin (à suivre) die humoristische Serie Tonton Marcel um einen neureichen Schnösel, die in Frankreich in 3 Alben nachgedruckt wurde. In Deutschland erschienen seine Kurzgeschichten im Magazin Pilot.
Franc war auch Co-Autor für zwei Filme von Danièle Dubroux, 1991 war er schließlich selbst Regisseur bei dem Film Mauvaise fille mit Florence Pernel und Yvan Attal.

## Alben
- 1983: Neue Geschichten (Volksverlag)